# Liste de personnalités liées à Pau
De nombreuses personnalités ont eu un attachement particulier à la ville de Pau, commune française du département des Pyrénées-Atlantiques notamment :

## Naissances à Pau
(classement par année de naissance)

### XVesiècle
- François Fébus (1467-1483), comte de Foix et vicomte de Béarn de 1479 à 1483 ;

### XVIesiècle
- Henri IV (1553-1610), Roi de Navarre de 1572 à 1610 et Roi de France de 1589 à 1610 ;

### XVIIesiècle
- Isaac de Portau (1617-?), mousquetaire de la maison du Roi ;
- Jean de Gassion (1609-1647), maréchal de France sous Louis XIII et Louis XIV ;

### XVIIIesiècle
- François Suzamicq (1737-1809), général de brigade de la Révolution française, né et mort à Pau ;
- Jean-François-Régis de Mourot (1740-1813), homme politique né et décédé à Pau, député du tiers état aux États généraux de 1789.
- Pierre-Vincent Dombidau de Crouseilles (1751-1823), évêque de Quimper (1805-1823), est né à Pau ;
- Jean-Pierre Maluquer (1755-?), militaire, homme politique né à Pau, député des Basses-Pyrénées au Conseil des Cinq-Cents.
- Pierre-Clément de Laussat (1756-1835), homme politique français ;
- Jean-Baptiste Jules Bernadotte (1763-1844), maréchal d'Empire, puis roi de Suède sous le nom de Charles XIV Jean de Suède ;
- Pierre Gaston Henri de Livron (1770-1831) , général français de la Révolution et de l’Empire ;
- Guillaume Latrille de Lorencez (1772-1855), général français de la Révolution et de l’Empire ;
- Henri-Amédée-Mercure de Turenne (1776-1852), général des armées de l'Empire y est né.
- Jean Manescau (1791-1875), avocat, homme politique né et décédé à Pau, député des Basses-Pyrénées de 1849 à 1851.

### XIXesiècle
- Édouard Perris (1808-1878) entomologiste ;
- Marcel Barthe (1813-1900), homme politique, député puis sénateur des Basses-Pyrénées .
- Charles Denis Bourbaki (1816-1897), officier Français ;
- Alfred Dartiguenave (1821-1885), dessinateur et peintre français ;
- Nicolás Salmerón (1838-1908), homme d'État et philosophe espagnol;
- Maurice de Mirecki (1845-1900) musicien français ;
- Philippe Dauzon (1860-1918), homme politique français ;
- Adrien Pozzi (1860-1939), homme politique et chirurgien ;
- Paul-Jean Toulet (1867-1920), poète et écrivain ;
- Charles François-Saint-Maur (1869-1949), homme politique ;
- Louis Laffitte (1873-1914), géographe, son nom est inscrit au Panthéon parmi les 560 écrivains morts au champ d'honneur pendant la Première Guerre mondiale ;
- Albert Fleury (1875-1911), poète et essayiste, fondateur de revues littéraires "La Renaissance idéaliste" et "Les Tablettes".
- Charles Lagarde (1878- ?), athlète olympique, y est né ;
- Ernest Gabard (1879-1957), sculpteur, peintre, aquarelliste ;
- Pierre-Henri Cami (1884-1958), écrivain, humoriste, comédien, journaliste, illustrateur, caricaturiste ;
- Fernand Forgues (1884-1973), ancien joueur de rugby à XV, international français ;
- Andrée Martignon, née Czerniewski (1888-1977), romancière
- Jean-Jules Verdenal (1890-1915), médecin français et poète, mort dans les Dardanelles en 1915 ;
- Marguerite Broquedis (1893-1983), joueuse de tennis médaille d'or aux jeux olympiques de 1912 ;
- Georges Loustaunau-Lacau (1894-1955), militaire, personnalité de l'extrême droite dans les années 1930, résistant ;
- Jean Batmale (1895-1973), footballeur français ;
- René-Marie Castaing (1896-1943), artiste peintre (Premier Grand Prix de Rome) ;
- Jean Baylot (1897-1976), homme politique et résistant français ;

### XXesiècle
- David Aguilar (1905-1967), joueur de rugby à XV ;
- Fernand Taillantou (1905-1988), joueur de rugby à XV ;
- André Bourdil (1911-1982), peintre français ;
- Bertrand d'Astorg (1913-1988, écrivain et poète français ;
- Louis Auriacombe (1917-1982), chef d'orchestre français ;
- Georges Laplace (1918-2004), résistant FTP et préhistorien français ;
- Jean-Claude Camors (1919-1943), Compagnon de la Libération[1], assassiné par la Gestapo à Rennes le 11 octobre 1943;
- Henriette Bidouze (1921-1989) résistante, militante communiste et féministe ;
- Yvon Bourges (1921-2009), fils de Colonel, résistant gaulliste, sous-préfet d'Erstein (Bas-Rhin), ministre de la Défense en 1975, maire de Dinard, député et sénateur RPR de l'arrondissement de Saint-Malo ;
- André Courrèges (1923-2016), couturier. En 1965, sa collection contribue au succès de la minijupe ;
- Robert Massard (1925), baryton de l'Opéra de Paris ;
- André Allemand (1927-2018), parachutiste militaire puis diplomate et écrivain ;
- Jean-Claude Bédard (1928-1982), artiste peintre ;
- André Labarrère (1928-2006), agrégé d'histoire (Sorbonne), docteur des lettres, maire de Pau, ministre, député et sénateur français ;
- Robert Haillet (1931-2011), joueur de tennis français ;
- Francis Mer (1939), industriel et homme politique français ;
- Sixte-Henri de Bourbon-Parme (1940), prince et homme politique franco-espagnol ;
- Guy Penaud (1943), historien, commissaire principal de police honoraire ;
- Roger-Gérard Schwartzenberg (1943), homme politique français ;
- Alain Lamassoure (1944), homme politique français ;
- Michel Bensoussan (1954), footballeur français et champion olympique en 1984 ;
- André Cazalet (1955), corniste, professeur au Conservatoire de Paris ;
- Francis Lassus (1961), musicien français ;
- Jérôme Bianchi (1961), ancien joueur de rugby à XV, international français ;
- Isabelle Guion de Méritens (1962), générale de corps d'armée, première femme à intégrer le corps des officiers de gendarmerie et première à être nommée officier général de gendarmerie ;
- Yves Camdeborde (1964), restaurateur ;
- Bertrand Cantat (1964), chanteur et comédien français ;
- Éric Gonzalès (1964), écrivain ;
- Jean-Marc Laurent (1965), homme de radio et télévision, animateur (France-Bleu ; NRJ ; RFI), présentateur TV (Loto ; Odyssée ; Matin-Bonheur) ;
- Ariane Massenet (1965), animatrice de télévision ;
- Frédéric Lopez (1967), animateur de télévision ;
- Nathalie Cardone (1967), chanteuse française ;
- Philippe Rombi (1968), compositeur ;
- Philippe Bernat-Salles (1970), ancien joueur de rugby à XV, international français ;
- Guillaume de Lisle (1971), évêque auxiliaire de Meaux ;
- Hugues Nancy (1972), réalisateur et scénariste français ;
- Patrice Estanguet (1973), sportif, médaille de bronze en canoë (slalom) aux JO d'Atlanta en 1996 ;
- Éric Piolle (1973), ingénieur et homme politique français, maire de Grenoble ;
- Stéphane Augé (1974), cycliste français ;
- Walter Lapeyre (1976), tireur français ;
- Emmanuelle Sykora (1976), footballeuse française ;
- Nicolas Cazalé (1977), comédien ;
- Jean Bouilhou (1978), joueur de rugby à XV, international français ;
- Édouard Cissé (1978), footballeur ;
- Tony Estanguet (1978), champion olympique en 2000, 2004 et 2012, champion d'Europe en 2000 et 2006, vainqueur de la Coupe du monde en 2003 et 2004, et sextuple champion de France, Tony Estanguet devient champion du monde le 21 août 2006. Il obtient un second titre de champion du monde en canoë monoplace en slalom en septembre 2009 à Seu d’Urgell (Espagne) ;
- Sébastien Chabbert (1978), footballeur ;
- Fabienne Carat (1979), comédienne ;
- Damien Traille (1979), joueur de rugby à XV, international français ;
- Raphaël Personnaz (1981), acteur et réalisateur français
- Julien Cardy (1981), footballeur français ;
- Isabelle Ithurburu (1983), animatrice française ;
- Matthieu Ladagnous (1984), cycliste français ;
- Gaël Bonnel Sanchez (1985), producteur de cinéma ;
- Jérémy Chardy (1987), joueur de tennis français ;
- Alexandra Lacrabère (1987), handballeuse française ;
- Manon Bril, pseudonyme de Manon Champier (1987), historienne et vidéaste web française ;
- Isis Arrondo (1989), basketteuse française ;
- Edwin Jackson (1989), basketteur français ;
- Nikita Bellucci (1989), actrice pornographique française ;
- Vianney (1991), chanteur français ;
- Micode, pseudonyme de Michaël de Marliave (1999), vidéaste web français.

## Décès à Pau
(classement par année de décès)

### XIXesiècle
- Guillaume Dauture (1770-1820) général français de la Révolution et de l’Empire ;
- Eugène Devéria (1805-1865), peintre ;
- Charles Constantin (1835-1891), chef d'orchestre et compositeur ;
- Alexandre Saint-Yves d'Alveydre (1842-1909) ;
- Philippe Tissié (1852-1935), médecin hygiéniste ;
- Mrs. Patrick Campbell (1865-1940), actrice anglaise ;
- Moncef Bey (1881-1948), ancien bey de Tunis (1942-1943) ;

### XXesiècle
- Henri Soulat (1918-1989), militaire français, Compagnon de la Libération.
- Geneviève Immè (1929-2012), poétesse latine contemporaine, honorée par l'Académie française du prix Théophile-Gautier ;
- Pierre Tucoo-Chala (1924-2015), historien français.

## Résidents à Pau
(classement par année de naissance)

### XVIesiècle
- Jeanne d'Albret (1528-1572), reine de Navarre ;

### XVIIesiècle
- Bernard Gazteluzar (1619-1701), écrivain et poète basque et jésuite.

### XIXesiècle
- Alexander Taylor (1802-1879), médecin écossais, a vécu à Pau entre 1837 et 1879, et y est enterré ;
- L'émir Abd el-Kader (1808-1883), fut incarcéré au château de Pau en 1848 ;
- Mary Todd Lincoln (1818-1882), vécut à Pau entre 1876 et 1880 après le décès de son époux Abraham Lincoln ;
- Henry Russell (1834-1909), y est enterré ;
- Isidore Ducasse (Lautréamont (1846-1870), auteur des Chants de Maldoror) y étudia ;
- Louis Guédy (1847-1926), peintre français, s'y installe durant la fin du XIXe siècle ;
- Louis Barthou (1862-1934), homme politique français, a vécu à Pau ;
- Maria Lluïsa Güell López (1873-1933), peintre catalane, est morte à Pau;
- Saint-John Perse (1887-1975), de son vrai nom Alexis de Saint-Léger a habité au numéro 7 de la rue Latapie de 1899 à 1906 et fut élève au lycée Louis-Barthou ;
- Dornford Yates (en) (1885-1960), nom de plume du romancier britannique Cecil William Mercer y vécut de 1922 à 1940 ;
- Joseph Peyré (1892-1968), prix Goncourt 1935, originaire d'Aydie qui fit ses études au Lycée de Pau (1900 à 1907), y enseigna et fut un temps avocat au barreau de Pau ;

### XXesiècle
- Celou Arasco (1921-1951), auteur notamment de La côte des malfaisants ;
- Hubert Dubedout (1922-1986), maire de Grenoble entre 1965 et 1983, y a vécu ;
- Pierre Bourdieu (1930-2002), sociologue, y a étudié ;
- Guy Debord (1931-1994), (auteur de La Société du Spectacle) y vécut dans les années 1940 ;
- Henri Emmanuelli (1945-2017), homme politique français, y a étudié ;
- François Bayrou (1951) : conseiller municipal de la ville de Pau de 1983 à 1993 puis de 2008 à 2014, ainsi que président du Conseil général des Pyrénées-Atlantiques de 1992 à 2001. François Bayrou est l'actuel maire de Pau, sa maison natale est située à Bordères ;
- Daniel Balavoine (1952-1986), originaire de Bizanos, y a étudié ;
- Léopold Eyharts (1957), spationaute français, y a étudié ;
- Jean-Michel Aphatie (1958), journaliste à canal+ et RTL est titulaire d'une maîtrise en droit public validée à université de droit de Pau ;
- Frédéric Beigbeder (1965), y a passé une partie de son enfance, habitant la villa Navarre, propriété familiale revendue en 2002[2] ;
- Wilfrid Lupano (1971), scénariste de bande dessinée primé au festival d'Angoulême, vit à Pau ;
- Michael Gregorio (1984), a passé toute son enfance à Pau ;
- Laurence Farreng, femme politique, conseillère municipale élue en 2014.
- Julien Landry (1983), journaliste pour RMC et BFM TV. A passé son enfance à Pau où il est né.
- José Bidegain (1925-1999), chef d'entreprise et syndicaliste patronal français, conseiller municipal de Pau. Décédé à Pau le 4 octobre 1999